# Енгелберт фон Харденберг
Енгелберт фон Харденберг (на немски: Engelbert von Hardenberg; * пр. 1297; † сл. 1305 или сл. 1345) е рицар от стария долносаксонски благороднически род Харденберг.
Той е син на рицар Херман фон Харденберг (* пр. 1264; † сл. 1312). Внук е на рицар Бернхард фон Харденберг ( † сл. 1241). Брат е на Вернер фон Харденберг († сл. 1312), Герхард фон Харденберг (* пр. 1303; † сл. 1347) и Ермгард фон Харденберг, омъжена за Готшалк фон Плесе.
От 1219 г. фамилията има името фон Харденберг и живее оттогава в замък Харденберг. Родът е издигнат на имперски граф през 1778 и през 1814 г. на пруски княз и граф.

## Фамилия
Енгелберт фон Харденберг се жени пр. 24 март 1331 г. за София фон Шпигелберг († сл. 1331/сл. 1345), дъщеря на граф Мориц II фон Шпигелберг († 1316) и Гертруд фон Шваленберг.
Те имат четири сина:
- Енгелберт († сл. 1373)
- Мориц († 1389)
- Щраус († сл. 1373)
- Дитрих